# Rutenij
Rutenij je kemijski element atomskog (rednog) broja 44 i atomske mase 101,07(2). U periodnom sustavu elemenata predstavlja ga simbol Ru.
Rutenij je tvrd, vatrostalni metal bijelosive boje. Vrlo je krt i teško se tali. Rabi se kao katalizator.
Otkrio ga je ruski kemičar Karl Ernst Claus 1844. godine. Ime je dobio po državi Rusiji (lat. Ruthenia). Rutenij je najrjeđi, najlakši i najsjajniji metal iz skupine platinastih metala.